# Lasna Valfredda
Lasna Valfredda (in sloveno Lazna) è un paese della Slovenia, frazione del comune di Nova Gorica. Si trova tra la Valle del Vipacco e la Selva di Tarnova è accessibile esclusivamente tramite Loqua.
In epoca asburgica il centro abitato fece parte inizialmente del comune catastale di Tribussa, ma in seguito venne aggregato al comune di Ternova. A livello regionale faceva parte della Contea di Gorizia e Gradisca prima e del Litorale austriaco poi. Il centro era noto con i toponimi italiani di Lassna o Lasna e con quello sloveno di Lazna.
Nel 1920, in seguito alla prima guerra mondiale e al Trattato di Rapallo, Lasna (rinominata Lasna Valfredda) e Ternova (che diverrà Tarnova della Selva) vennero annesse al Regno d'Italia, inquadrate dapprima nella provincia del Friuli e poi nella provincia di Gorizia.
Nel 1944 si tennero a Lasna due rilevanti conferenze partigiane, una a maggio e una a luglio.
Nel 1947, in seguito alla prima guerra mondiale e al Trattato di Parigi, l'intera regione passò alla Jugoslavia e nel 1991 alla Slovenia.